# 一个中国人在中国的遭遇
《一个中国人在中国的遭遇》（法語：Les Tribulations d'un Chinois en Chine），是法国科幻小说作家儒勒·凡尔纳的一部探险小说，首次发行于1879年。讲述了19世纪中期（即清朝）一个年轻的中国纨绔子弟金福因厌倦生活，投资失败等原因试图自杀的故事。

## 改編電影
- 1965年 《杀手闹翻天（英语：Up to His Ears）》[1]，让-保罗·贝尔蒙多主演
- 1987年 《少爷的磨难（英语：The Tribulations of a Chinese Gentleman (film)）》[2]，陈佩斯主演